# Amblyopone elongata
Amblyopone elongata är en myrart som först beskrevs av Santschi 1912.  Amblyopone elongata ingår i släktet Amblyopone och familjen myror. Inga underarter finns listade i Catalogue of Life.

## Bildgalleri

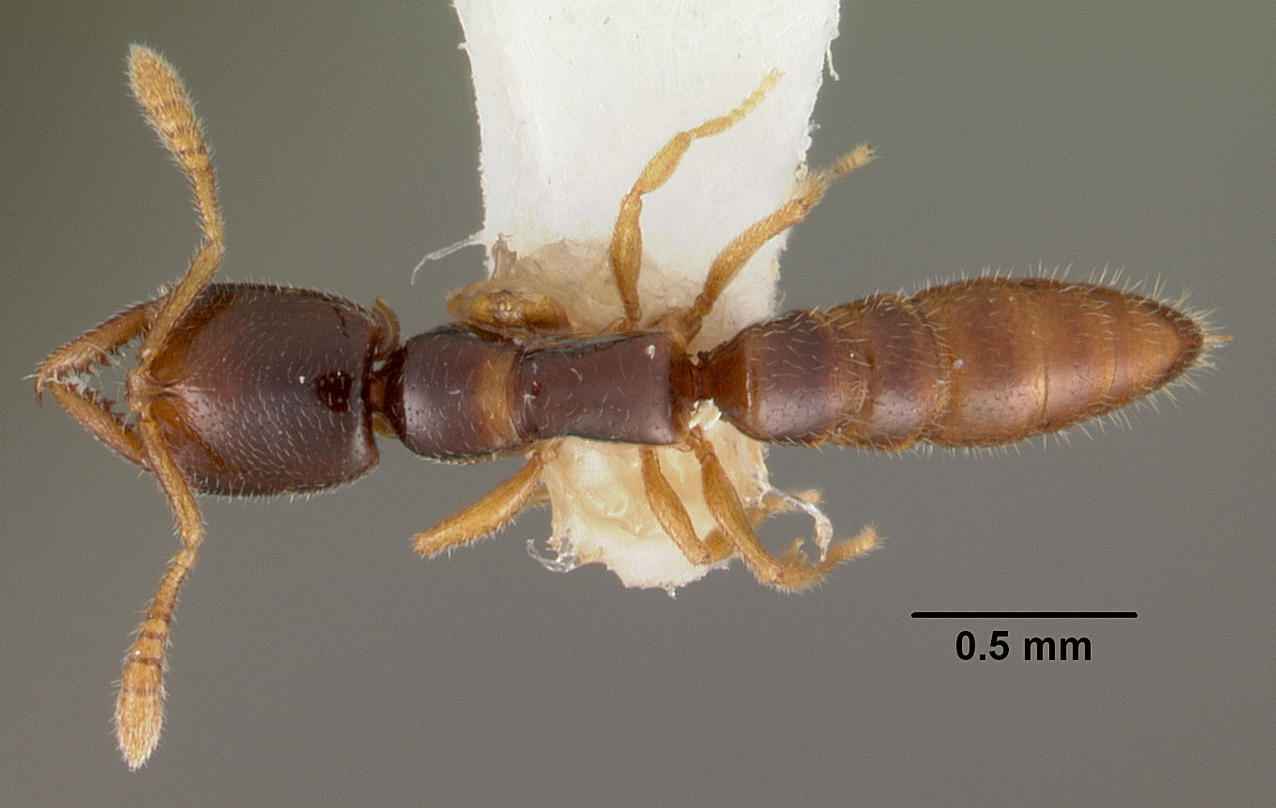
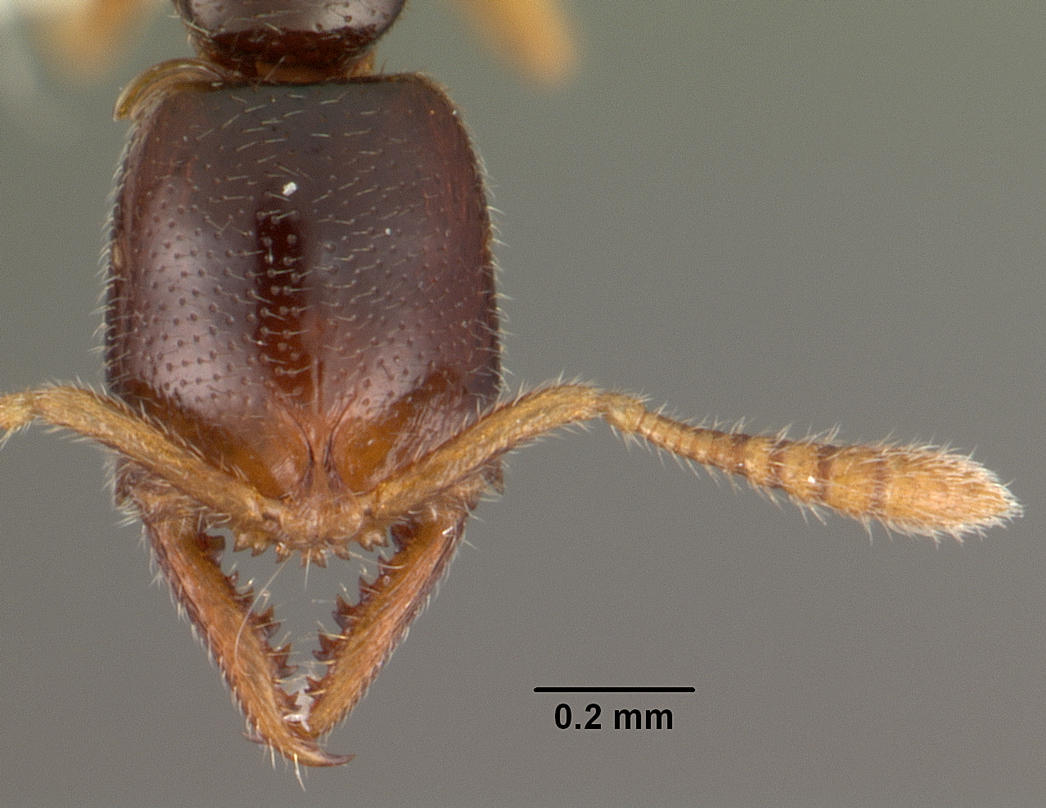
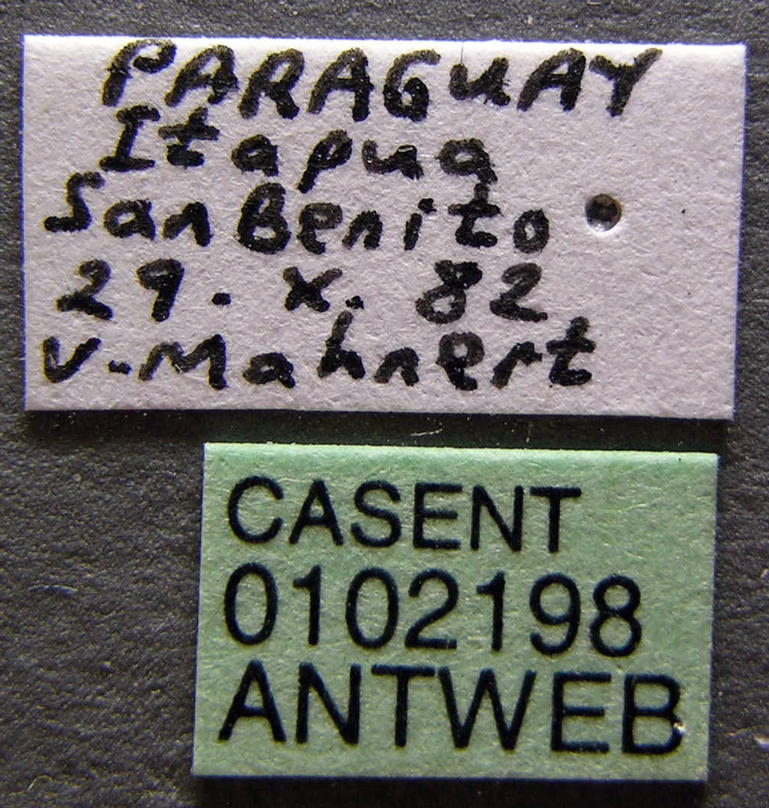
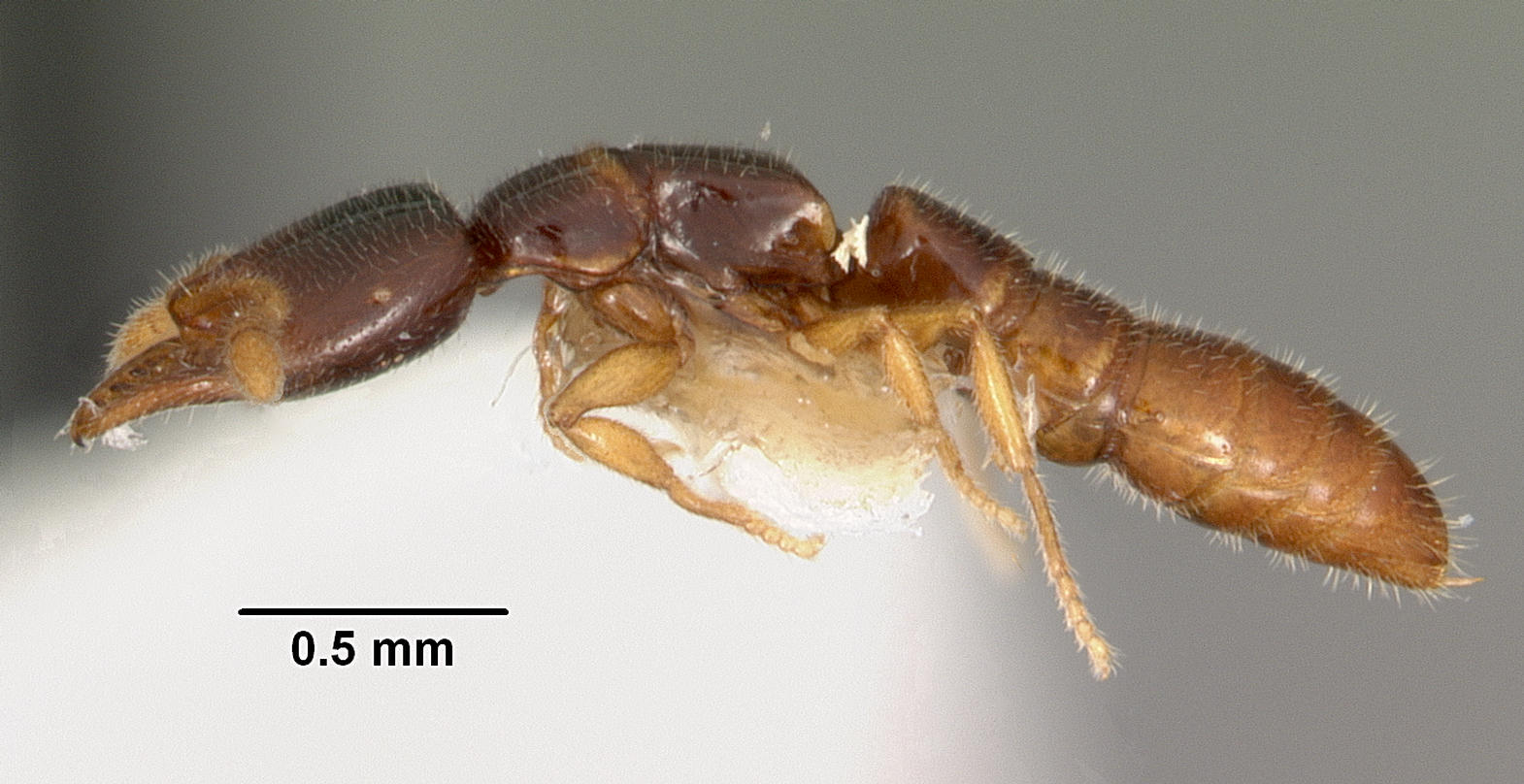
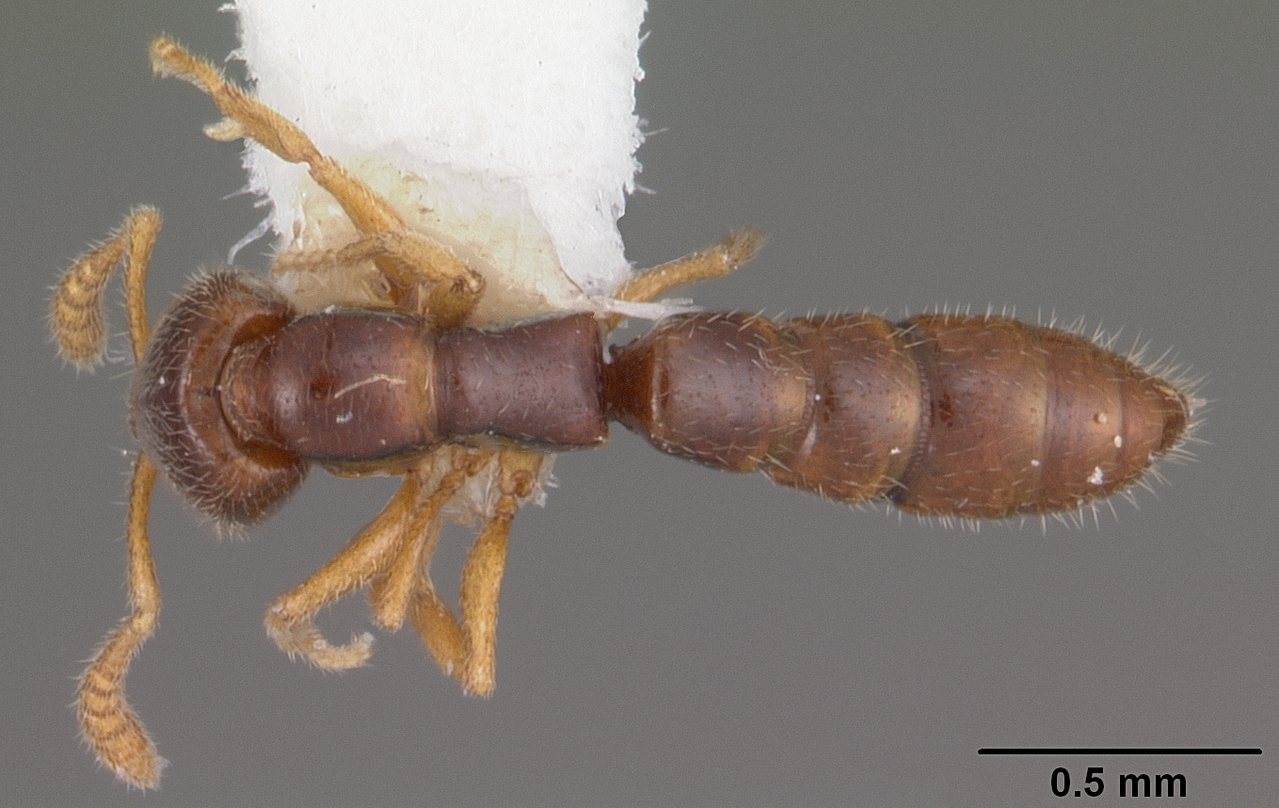
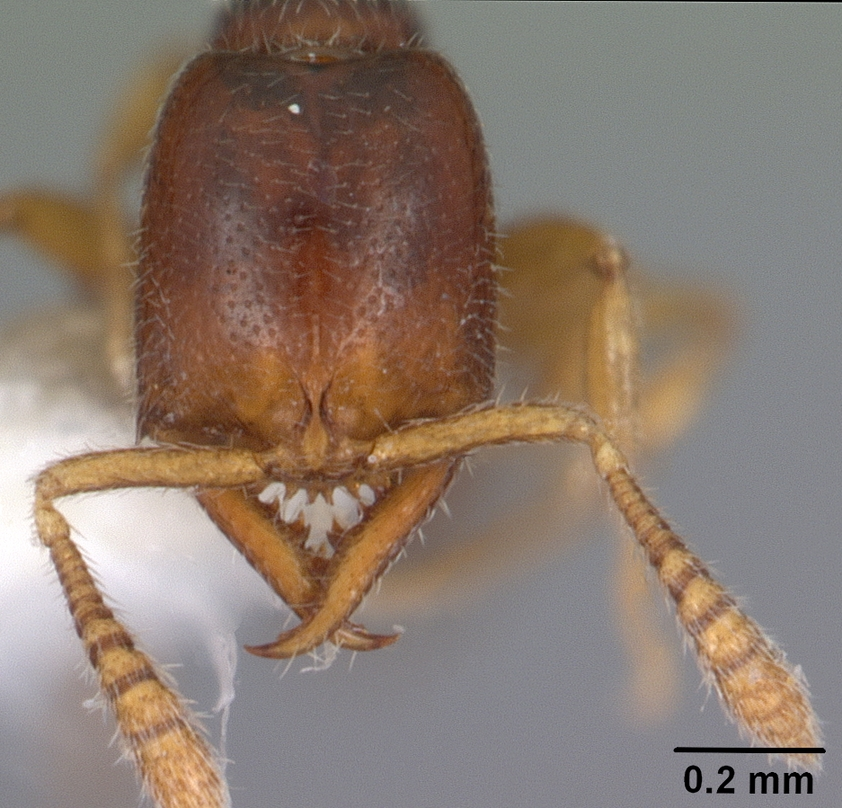